# Червена книга на Свердловска област
Червената книга на Свердловска област включва списък на редки и застрашени животни, растения и гъби в Свердловска област, Русия. Тя е една от регионалните Червени книги в Русия. Създадена в съответствие със Закона за опазване на околната среда и Закона за животинския свят на Русия, Хартата на Свердловска област, с цел установяване на специален режим за защита на редки и застрашени растителни и животински видове в областта.
Червената книга на Свердловска област е одобрена на 12 май 1996 г. от правителството на областта. До 1996 г. съществува Червената книга на Среден Урал, която включва защитени растителни и животински видове от Свердловска, Челябинска, Пермска и Курганска област (тя няма независима регулаторна значимост, включването в нея дава на вида статут на защитен).
Червената книга на Свердловска област включва редки и застрашени видове, подвидове, популации от животни, растения и гъби, които постоянно или временно обитават територията на Свердловска област, с изключение на тези, изброени в Червената книга на Русия. Събирането и съхраняването на информация за видовете, изброени в Червената книга, се извършва от Министерството на природните ресурси на Свердловска област, което съхранява база данни за тези видове. През 2008 г. със заповед на Министерството на природните ресурси на региона Червената книга е издадена с тираж от 5000 екземпляра, както и на електронен носител с тираж 1000 копия.
Улавянето от естествената среда на животни и събирането на растения и гъби (както и техните гнезда, яйца, плодове, семена, части или продукти) от видовете, включени в Червената книга на Свердловска област, не е разрешено и се наказва от закона. В изключителни случаи (за размножаване в плен и полусвободни условия, за да се увеличи броят им, за отглеждане в ботанически градини и зоопаркове, за провеждане на научни изследвания). Улавянето на животни и събирането на растения и гъби включени в Червената книга на Свердловска област, може да се извършва само със специално разрешение, издадено от Министерството на природните ресурси на Свердловска област.
Към 2018 г. в Червената книга на Свердловска област са включени 343 таксона.